# Мозговое (Краснопольский район)
Мозговое (укр. Мозкове) — село,
Чернетчинский сельский совет,
Краснопольский район,
Сумская область,
Украина.
Код КОАТУУ — 5922387603. Население по переписи 2001 года составляло 156 человек .

## Географическое положение
Село Мозговое находится на одном из истоков реки Боромля,
ниже по течению на расстоянии в 10 км расположено село Боромля (Тростянецкий район).
К селу примыкает лесной массив урочище Гречаный Лес.
Рядом проходит автомобильная дорога Р-17.

## Экономика
- Молочно-товарная ферма.
- ООО Агрофирма «Грязнянская».